# Heinz Nixdorf Programm

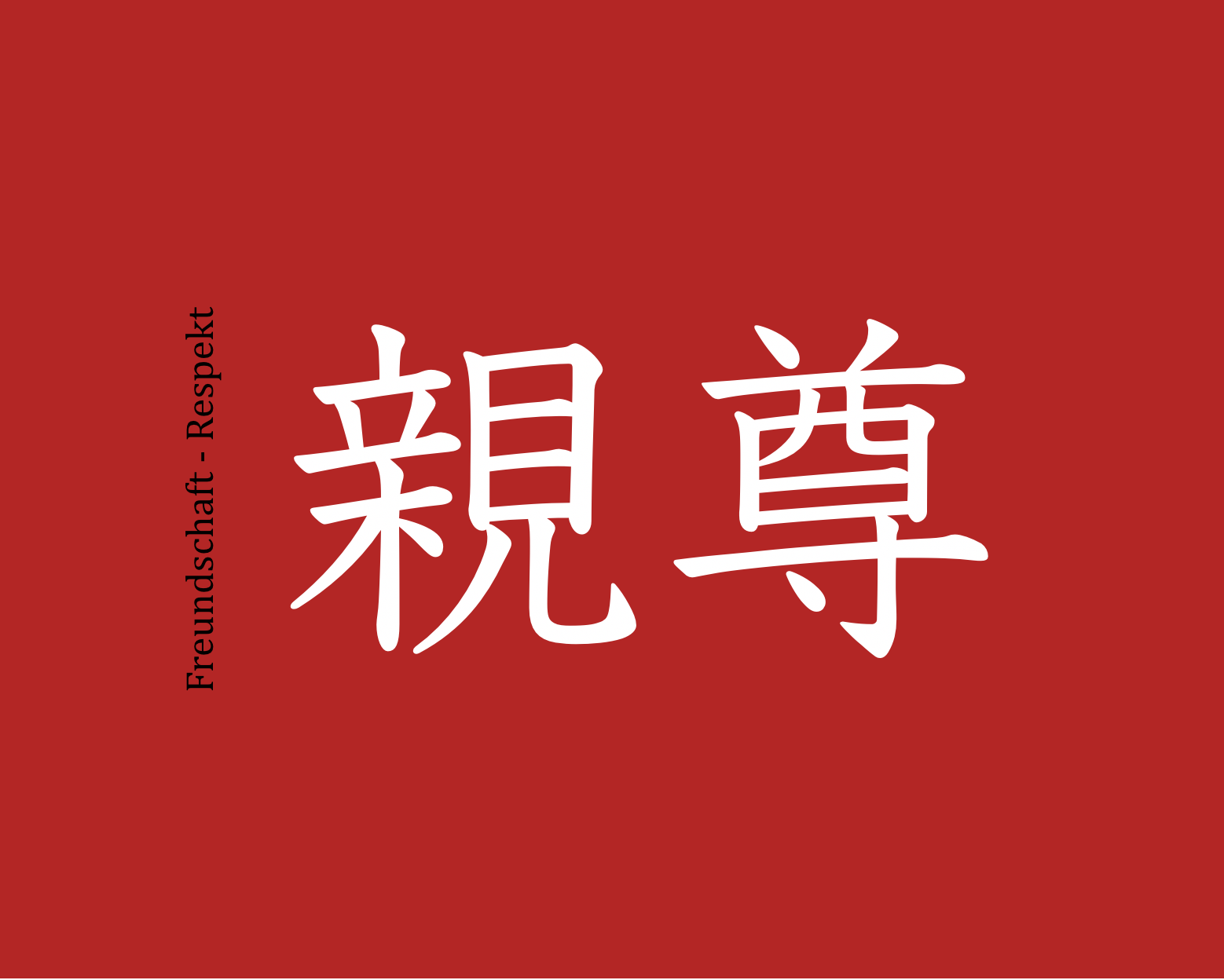
Logo des Heinz Nixdorf Programms, ein Programm zur Förderung der Asien-Pazifik-Erfahrung von Nachwuchsführungskräften mit deutscher Staatsangehörigkeit

Das Heinz Nixdorf Programm war ein Stipendienprogramm zur Förderung der Asien-Pazifik-Erfahrung von Nachwuchsführungskräften mit deutscher Staatsangehörigkeit, welches durch die  Heinz Nixdorf Stiftung finanziert wurde. Das Programm wurde 2018 eingestellt.

## Geschichte
Im Geiste des Unternehmers  Heinz Nixdorf (1925–1986) hatte es sich die Heinz Nixdorf Stiftung zur Aufgabe gemacht, die Kreativität und unternehmerischen Anlagen der Nachwuchsgeneration zu stärken und sie Marktkenntnisse in Asien sammeln zu lassen. So entstand 1994 das Heinz Nixdorf Programm zur Förderung der Asien-Pazifik-Erfahrung deutscher Nachwuchsführungskräfte im Management der Deutschen Gesellschaft für Internationale Zusammenarbeit (GIZ) GmbH.

## Ziel und Rahmen des Programms
Das Heinz Nixdorf Programm zur Förderung der Asien-Pazifik-Erfahrung organisierte vier- bis sechsmonatige Berufspraktika für junge Nachwuchsführungskräfte mit deutscher Staatsangehörigkeit in folgenden acht asiatischen Ländern:
- Volksrepublik China
- Indien
- Indonesien
- Japan
- Malaysia
- Südkorea
- Taiwan
- Vietnam

Die Stipendiaten sammelten Marktkenntnisse in Asien durch praktische Arbeit in Unternehmen vor Ort. Das Programm ermöglichte Nachwuchsführungskräften eine Innenansicht in die Wirtschafts- und Arbeitswelt in für Praktikanten schwer zugänglichen asiatischen Märkten.

## Organisation
Zu Anfang des Programms im Jahr 1994 übernahm die  Carl-Duisberg Gesellschaft e.V. die Durchführung des Programms.
2002 wurden die Aufgaben der Carl Duisberg Gesellschaft durch eine Fusion mit der Deutschen Stiftung für internationale Entwicklung (DSE) zunächst an die Internationale Weiterbildung und Entwicklung gGmbH (InWEnt) übertragen, welche abermals 2011 fusionierte und das Heinz Nixdorf Programm in die Deutsche Gesellschaft für Internationale Zusammenarbeit (GIZ) GmbH einbrachte.

## Zielgruppe
Das Heinz Nixdorf Programm richtete sich hauptsächlich an junge Berufstätige und Absolventen kaufmännischer und technischer Studiengänge mit deutscher Staatsbürgerschaft, wobei auch qualifizierte Studenten kurz vor Studienabschluss in Betracht gezogen wurden, wenn sie zum Zeitpunkt der Ausreise nach Asien mindestens einen akademischen Abschluss erworben hatten. Die Bewerber waren in der Regel zum Zeitpunkt der Ausreise nicht älter als 30 Jahre, besaßen mindestens sechs Monate praktische Arbeitserfahrung und verfügten über einen Nachweis ihrer guten Englischkenntnisse (TOEFL, IELTS oder Cambridge-Zertifikat).
Neben den formal-fachlichen Qualifikationen wurden von den Bewerbern soziale Fähigkeiten zur Integration und Toleranz sowie Selbständigkeit, Verantwortungsbewusstsein und Eigeninitiative verlangt.
Das  Auswahlverfahren der Kandidaten fand in mehreren Stufen statt und beleuchtete die fachliche Eignung, Motivation und soziale Kompetenz der Bewerber.

## Programmablauf
Nach  Aufnahme in das Programm durchlief der Stipendiat folgende Schritte in seiner Qualifizierung:
- Vorstellungs- und interkulturelles Sensibilisierungsseminar (vernetzt mit dem Evaluierungsseminar für die Rückkehrer des vorletzten Jahrgangs)
- Landeskundliches Vorbereitungsseminar
- Bis zu zwei Monate Intensivsprachkurs der Landessprache in Deutschland
- Bis zu zwei Monate Intensivsprachkurs im Gastland
- Vier bis sechsmonatige fachbezogene praktische Tätigkeit in einem Unternehmen in Asien
- Berichterstattung an die GIZ und Evaluierungsseminar (wiederum vernetzt mit dem Seminar zur interkulturellen Sensibilisierung für die Ausreisenden)

Die Vor- und Nachbereitung des Programms enthielt folgenden logistische und finanzielle Unterstützung durch die GIZ:
- Beratung, Vorbereitung, Programmdurchführung und Evaluation mit Partnern in Deutschland und vor Ort
- Organisation und Finanzierung der Seminare und Sprachkurse sowie Unterstützung bei der individuellen Visa-Beschaffung
- Monatliches Stipendium zur Deckung der Lebenshaltungskosten im Gastland
- Heinz Nixdorf Stipendiatenforum – ein virtueller Treffpunkt im Internet zum Erfahrungsaustausch, Job-Börse.
- Netzwerk von Stipendiaten und Alumni mit Internet-Forum und organisierten Treffen

## Überblick
Seit 1994 haben durchschnittlich 35 Teilnehmer pro Jahr an dem Programm in 8 asiatischen Ländern teilgenommen.
Die GIZ beauftragte ein Forschungsinstitut, um die Ergebnisse des Heinz Nixdorf Programms nach 20-jährigem Bestehen des Programms zu analysieren.